# Лужани (станція)
Лужа́ни — вузлова, проміжна залізнична станція 5-го класу Івано-Франківської дирекції Львівської залізниці на перетині двох неелектрифікованих ліній Стефанешти — Лужани та Коломия — Чернівці-Північна між роз'їздом Завалля (14,5 км) та станціями Мамаївці (5 км) та Кіцмань (11 км). Розташована в селищі Лужани Чернівецького району Чернівецької області.

## Історія
Станція відкрита у 1866 році в складі Львівсько-Чернівецько-Ясської залізниці.

## Пасажирське сполучення
На станції Лужани зупиняються приміські поїзди сполученням Коломия — Чернівці.
Пасажирське сполучення до станцій Вижниці та  Стефанешти припинено з 18 березня 2020 року на невизначений термін.